# Борис Годунов (музыкально-драматическое представление)
«Борис Годунов» — музыкально-театральное представление, созданное на основе оригинального текста Пушкина и музыки Сергея Прокофьева. Поставлено в Санкт-Петербурге через 74 года после создания.

## История
Задуманная, но не осуществленная Всеволодом Мейерхольдом театральная постановка «Бориса Годунова» была предпосылкой к созданию музыкально-драматического представления «Борис Годунов». Всеволод Мейерхольд готовил «Годунова» к 100-летию со дня смерти Пушкина. Трактовка драмы, которую Пушкин назвал «Комедия о царе и Гришке Отрепьеве», должна была в итоге кардинально отличаться от оперы Модеста Мусоргского. Режиссёр был намерен поставить драму не по варианту 1831 года, а по еще не подвергшемуся царской цензуре тексту Пушкина 1825 года. В спектакле должна была звучать новая музыка, написал которую Сергей Прокофьев.
Постановка была уже готова к показу, но в 1937 году деятельность Мейерхольда подверглась резкой критике, результатом чего стало закрытие в 1938 году его театра. В июне 1939-го Мейерхольд был арестован, а в 1940 году расстрелян. В архивах сохранились записи, сделанные Мейерхольдом в работе над спектаклем, а также ноты Сергея Прокофьева.

## Постановка
На сцену постановка вышла 3 декабря 2010 года, в Капелле Санкт-Петербурга.
Александр Чепуров для постановки спектакля написал другую литературно-музыкальную композицию, в которую вошел практически весь нотный материал Прокофьева.